# Thanatus saraevi
Thanatus saraevi es una especie de araña cangrejo del género Thanatus, familia Philodromidae. Fue descrita científicamente por Ponomarev en 2007.

## Distribución
Esta especie se encuentra en Kazajistán, Irán, Pakistán y Uzbekistán.